# Isidis Planitia
Isidis Planitia ist eine kreisförmige ausgedehnte Tiefebene auf der nördlichen Hemisphäre des Planeten Mars. Sie ist nach Hellas Planitia und vor Argyre Planitia  das zweitgrößte Einschlagbecken auf dem Mars. In ihrem Nordosten geht Isidis Planitia in die noch größere Tiefebene Utopia Planitia über.

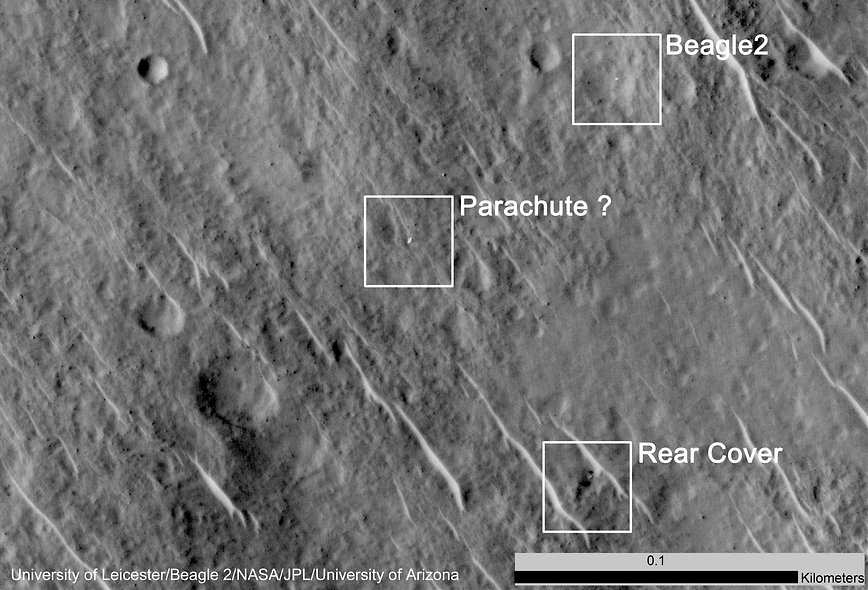
Landestelle von Beagle 2. Foto: Mars Reconnaissance Orbiter

Am 25. Dezember 2003 ging der Lander Beagle 2 der ESA-Sonde Mars-Express in dieser Ebene nieder (geplant: 10,6°N, 270°W); es gelang jedoch kein Funkkontakt.